# Biographie nationale de Belgique
La Biographie nationale de Belgique è un dizionario biografico edito dall'Accademia reale di scienze, lettere e belle arti del Belgio, pubblicato tra il 1866 e il 1986 in 44 volumi (27 originali, 1 di indice e i restanti supplementi) in lingua francese. Al suo interno sono contenute le biografie di 12 086 belgi.